# Andriej Czikatiło
Andriej Romanowicz Czikatiło (ros. Андре́й Рома́нович Чикати́ло; ur. 16 października 1936 w Jabłucznem, obwód sumski, Ukraińska SRR, zm. 14 lutego 1994 w Nowoczerkasku, Rosja) – radziecki seryjny morderca, znany też jako Rzeźnik z Rostowa, oskarżony o 53 zabójstwa w latach 1978–1990.

## Dzieciństwo i młodość
Urodził się w wiosce Jabłuczne. Jego dzieciństwo było traumatyczne, ponieważ przypadło na kilka lat po klęsce głodu na Ukrainie spowodowanym kolektywizacją, a także na okres II wojny światowej. Czikatiło słyszał opowieści rodzinne o swoim starszym bracie, który zmarł z głodu i został zjedzony przez sąsiadów. Nie wiadomo, czy historia ta jest prawdziwa, ale faktem jest, że zdarzały się wówczas przypadki kanibalizmu. W czasie II wojny światowej Czikatiło był świadkiem zbrodni popełnianych przez Wehrmacht. Wtedy śniło mu się, że zabiera niemieckich żołnierzy do lasu i tam ich morduje.
W czasie wojny, gdy jego ojciec przebywał na froncie, Andriej sypiał w jednym łóżku z matką. Często moczył się w nocy, za co matka go biła i upokarzała. Jego ojciec, który dostał się do niewoli niemieckiej, wrócił jako wyrzutek społeczny. W tamtych czasach jeńców wojennych, którzy przeżyli wojnę, uważano w ZSRR za tchórzy.
Czikatiło ukończył szkołę, ale nie dostał się na Uniwersytet Moskiewski. Po odbyciu służby wojskowej w 1960 pracował jako telefonista w miejscowości Rodionowo Nieswietajewski. W 1963 r. jego siostra zaaranżowała małżeństwo ze swoją przyjaciółką. Mimo że cierpiał na impotencję, spłodził syna i córkę. W 1971 ukończył studia korespondencyjne literatury rosyjskiej i spróbował swoich sił jako nauczyciel. Nie sprawdził się w tym zawodzie, nie umiejąc zdobyć szacunku wśród uczniów, oskarżano go także o molestowanie dzieci. Ostatecznie podjął pracę jako urzędnik w fabryce.

## Działalność przestępcza
Swoje pierwsze morderstwo popełnił w 1978 r. w Szachtach, usiłując zgwałcić dziewięcioletnią dziewczynkę. Kiedy dziecko usiłowało uciec, pchnął je kilkakrotnie nożem. W trakcie dokonywania czynu pojawiła się u niego erekcja. W ten sposób odkrył, że tylko tak może osiągnąć podniecenie seksualne. Mimo dowodów łączących Czikatiłę z zabójstwem skazano i stracono Aleksandra Krawczenkę, recydywistę skazanego już wcześniej za gwałt i morderstwo. W międzyczasie Czikatiło stracił pracę nauczyciela i został sprzedawcą w miejscowej firmie.
Czikatiło zaczął ponownie mordować w 1982. Swoje przyszłe ofiary znajdował na dworcach kolejowych i autobusowych, często wybierając młodocianych uciekinierów z domu i bezdomne dzieci. Kobiety kusił obietnicą pieniędzy lub alkoholu. Dzieci ujmował przyjacielskim zachowaniem i obietnicą zabawki lub słodyczy. Swoje ofiary zabierał do lasu i tam mordował. Najczęściej usiłował odbyć z ofiarą stosunek seksualny, co często się nie udawało z racji tego, że był impotentem. Wtedy wpadał w szał i dźgał swoje ofiary, osiągając seksualne spełnienie. Później Czikatiło przyznał się również do zjadania niektórych fragmentów ciał ofiar.
W 1984 r. został zatrzymany, po tym jak zaczął zachowywać się podejrzanie. Wobec braku dowodów popełnienia morderstw został skazany za inne przestępstwa na rok więzienia. Wyszedł po trzech miesiącach. W 1985 dokonał dwóch zabójstw w Nowoczerkasku. Następnych zabójstw dokonał w Rewdzie, Zaporożu, Nowoszachtyńsku i Krasnym Sulinie w latach 1985–1990.

## Reakcja władz
W Związku Radzieckim informacje o gwałtach na dzieciach czy o seryjnych mordercach były tuszowane przez władze, które uważały, że takie zbrodnie mogły się zdarzać w państwach „zgniłego kapitalistycznego Zachodu”, natomiast Związek Radziecki powinien być od nich wolny. W konsekwencji rodzice nie ostrzegali swoich dzieci o niebezpieczeństwie. Kiedy informacje o przestępstwach wyciekły do publicznej wiadomości, a władze nie chciały udzielać informacji, powstawały najróżniejsze plotki, często zupełnie absurdalne, głoszące, iż winnymi mordów są sabotażyści mordujący sowieckich mężczyzn przed inwazją na ZSRR, a nawet wilkołaki.
Milicja skoncentrowała śledztwo na chorych psychicznie i przestępcach seksualnych. Wielu z podejrzanych przyznało się do winy, często po długich i brutalnych przesłuchaniach. Kiedy większość ofiar zaczęli stanowić chłopcy, milicja zaczęła szukać sprawców wśród homoseksualistów; jeden z podejrzanych, nieletni homoseksualista, popełnił samobójstwo w areszcie.

## Aresztowanie i proces

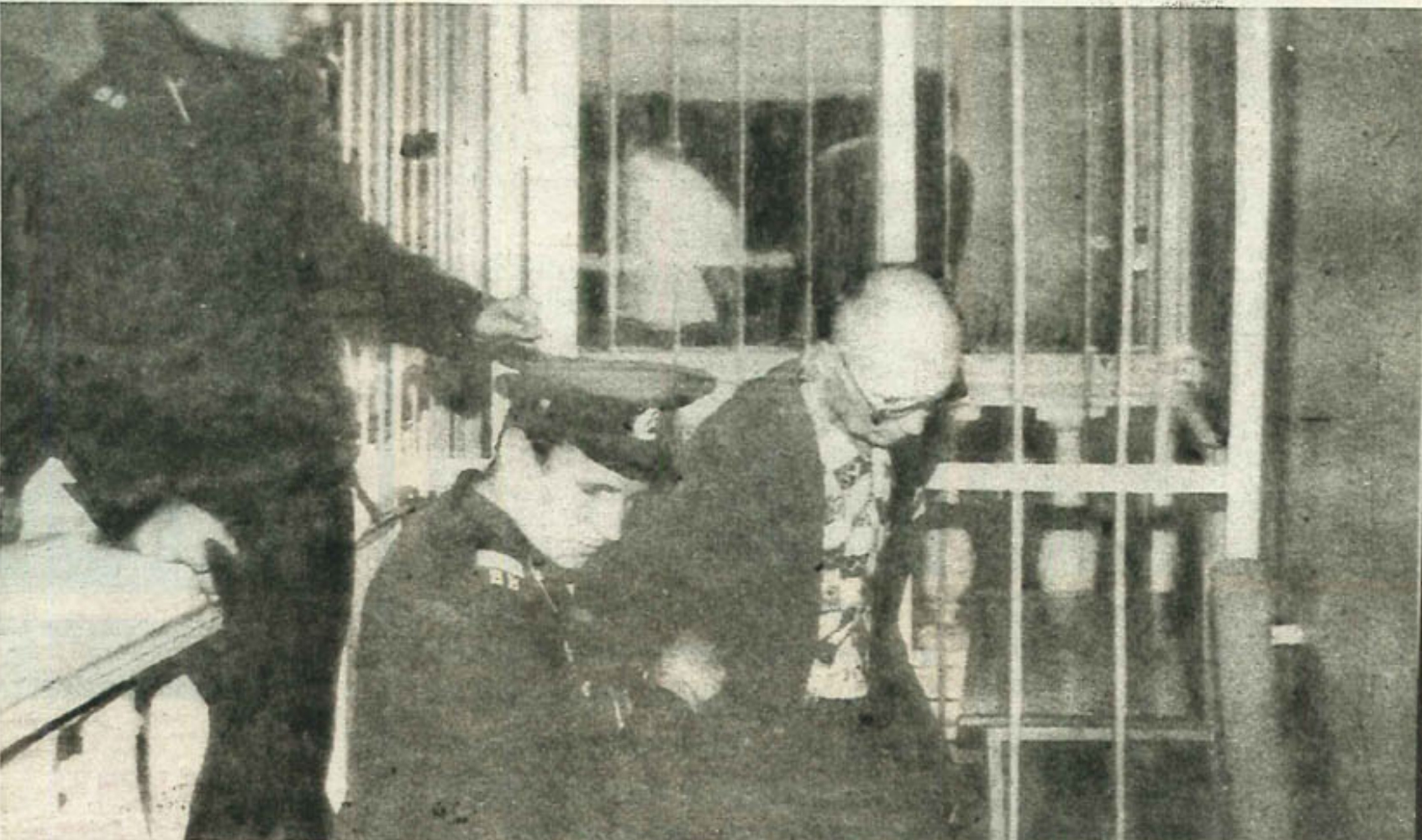
Andriej Czikatiło doprowadzony na rozprawę sądową (1992)

Czikatiło został aresztowany w 1990, kiedy zauważono jego podejrzane zachowanie. Podczas przesłuchania przyznał się do popełnienia 56 zabójstw. Zaszokował tym milicjantów, którzy zanotowali „tylko” 36 morderstw. Trzech ofiar nie odnaleziono, więc oskarżono go o 53 morderstwa.
Mimo jego dziwnego zachowania uznano, że jest w stanie stanąć przed sądem. W trakcie procesu Czikatiło oskarżał reżim, niektórych przywódców i swoją impotencję. Przedstawiał się jako ofiara ciężkich przeżyć z dzieciństwa. W 1992 został skazany na śmierć. Przed egzekucją powiedział: „Teraz mój mózg powinien zostać zabrany i zbadany, kawałek po kawałku, aby już nigdy nie było nikogo takiego”.
Wyrok wykonano 14 lutego 1994, strzałem w tył głowy za prawym uchem.

## Andriej Czikatiło w kulturze masowej
Historia śledztwa zmierzającego do wykrycia Czikatiły została pokazana w filmach:
- Obywatel X z 1995 roku (opis na filmweb.pl)
- Morderca ze wschodu z 2004 roku (opis na filmweb.pl)
- nawiązanie System (Child 44) z 2015 roku (opis na filmweb.pl)

Ponadto utwór Psychopathy Red thrashmetalowego zespołu Slayer z albumu World Painted Blood (2009).
Utwór „W każdom iz nas żywiot Czikatiło” punkowego zespołu Brigaden Choj (1994).
Książka Ofiara 44 Toma Roba Smitha (2008) została zainspirowana zbrodniami Czikatiły.

## Ofiary

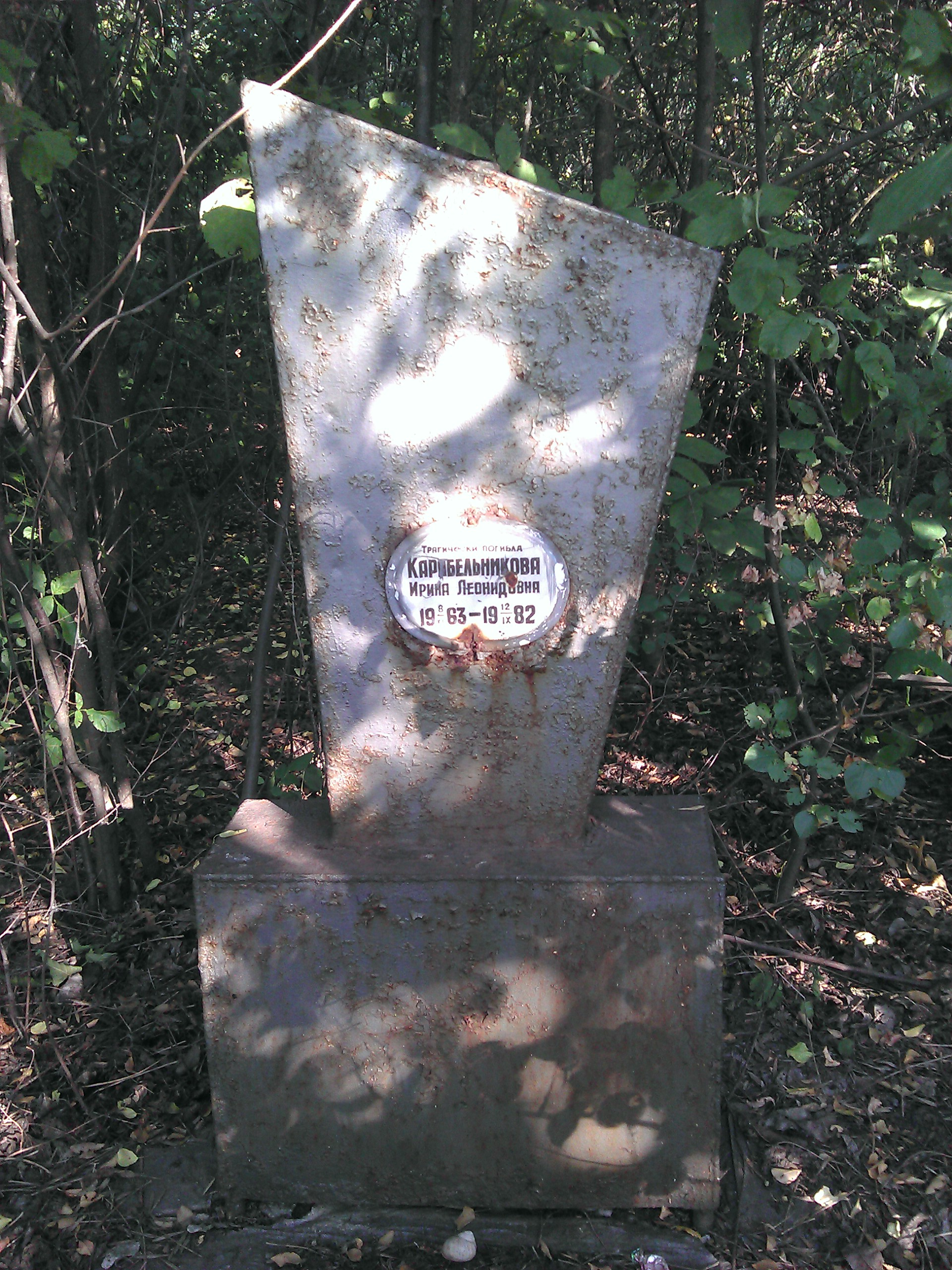
Pomnik upamiętniający Irinę Karabielnikową, siódmą ofiarę Czikatiły

| Lp. | Ofiara               | Wiek   | Data morderstwa      | Miejsce morderstwa |
| --- | -------------------- | ------ | -------------------- | ------------------ |
| 1.  | Jelena Zakotnowa     | 9      | 22 grudnia 1978      | Szachty            |
| 2.  | Łarisa Tkaczenko     | 17     | 3 września 1981      | Rostów nad Donem   |
| 3.  | Lubow Biriuk         | 12     | 12 czerwca 1982      | Rostów nad Donem   |
| 4.  | Lubow Wołobujewa     | 14     | 25 lipca 1982        | Krasnodar          |
| 5.  | Oleg Pożydajew       | 9      | 13 sierpnia 1982     | Enem               |
| 6.  | Olga Kuprina         | 16     | 16 sierpnia 1982     | Szachty            |
| 7.  | Irina Karabielnikowa | 18     | 8 września 1982      | Szachty            |
| 8.  | Siergiej Kuźmin      | 9      | 15 września 1982     | Szachty            |
| 9.  | Olga Stalmaczonok    | 10     | 11 grudnia 1982      | Nowoszachtyńsk     |
| 10. | Laura Sarkisjan      | 18     | 18 czerwca 1983      | Rostów nad Donem   |
| 11. | Irina Dunienkowa     | 9      | Lipiec 1983          | Rostów nad Donem   |
| 12. | Ludmiła Kuciuba      | 24     | Lipiec 1983          | Szachty            |
| 13. | Igor Gudkow          | 7      | 9 sierpnia 1983      | Rostów nad Donem   |
| 14. | Niezidentyfikowana   | ok. 25 | Sierpień 1983        | Nowoszachtyńsk     |
| 15. | Walentina Czuczulina | 22     | 19 września 1983     | Szachty            |
| 16. | Wiera Szewkun        | 19     | 27 października 1983 | Szachty            |
| 17. | Siergiej Markow      | 14     | 27 grudnia 1983      | Nowoczerkask       |
| 18. | Natalja Szałopinina  | 17     | 9 stycznia 1984      | Rostów nad Donem   |
| 19. | Marta Riabienko      | 44     | 21 lutego 1984       | Rostów nad Donem   |
| 20. | Dmitrij Ptasznikow   | 10     | 24 marca 1984        | Nowoszachtyńsk     |
| 21. | Tatjana Petrosjan    | 29     | 25 maja 1984         | Szachty            |
| 22. | Swietłana Petrosjan  | 10     | 25 maja 1984         | Szachty            |
| 23. | Jelena Bakulina      | 21     | 22 czerwca 1984      | rejon bagajewski   |
| 24. | Dmitrij Iłłarionow   | 13     | 10 lipca 1984        | Rostów nad Donem   |
| 25. | Anna Lemieszewa      | 19     | 19 lipca 1984        | Szachty            |
| 26. | Swietłana Cana       | 20     | 28 lipca 1984        | Rostów nad Donem   |
| 27. | Natalja Gołosowska   | 16     | 2 sierpnia 1984      | Rostów nad Donem   |
| 28. | Ludmiła Aleksiejewa  | 17     | 7 sierpnia 1984      | Rostów nad Donem   |
| 29. | Niezidentyfikowana   | ok. 25 | 11 sierpnia 1984     | Taszkent           |
| 30. | Akmaral Sieidalijewa | 10     | 13 sierpnia 1984     | Taszkent           |
| 31. | Aleksandr Czepiel    | 11     | 28 sierpnia 1984     | Rostów nad Donem   |
| 32. | Irina Łuczinska      | 24     | 6 września 1984      | Rostów nad Donem   |
| 33. | Natalja Pochlistowa  | 18     | 1 sierpnia 1985      | Domodiedowo        |
| 34. | Irina Gulajewa       | 18     | 27 sierpnia 1985     | Szachty            |
| 35. | Oleg Makarenkow      | 12     | 16 maja 1987         | Rewda              |
| 36. | Iwan Biłowiecki      | 12     | 29 lipca 1987        | Zaporoże           |
| 37. | Jurij Tierieszonok   | 16     | 15 września 1987     | Wsiewołożsk        |
| 38. | Niezidentyfikowana   | ok. 30 | 1 kwietnia 1988      | Krasnyj Sulin      |
| 39. | Aleksiej Worońko     | 9      | 15 maja 1988         | Rostów nad Donem   |
| 40. | Jewgienij Muratow    | 15     | 14 lipca 1988        | Krasnyj Sulin      |
| 41. | Tatjana Ryżkowa      | 16     | 8 marca 1989         | Szachty            |
| 42. | Aleksandr Djakonow   | 9      | 11 maja 1989         | Rostów nad Donem   |
| 43. | Aleksiej Moisiejew   | 10     | 20 czerwca 1989      | Kolczugino         |
| 44. | Jelena Warga         | 19     | 19 sierpnia 1989     | Rostów nad Donem   |
| 45. | Aleksiej Chobotow    | 10     | 28 sierpnia 1989     | Szachty            |
| 46. | Andriej Krawczenko   | 11     | 14 stycznia 1990     | Szachty            |
| 47. | Jarosław Makarow     | 10     | 7 marca 1990         | Rostów nad Donem   |
| 48. | Lubow Zujewa         | 31     | 4 kwietnia 1990      | Nowoczerkask       |
| 49. | Wiktor Pietrow       | 13     | 28 lipca 1990        | Rostów nad Donem   |
| 50. | Iwan Fomin           | 11     | 14 sierpnia 1990     | Nowoczerkask       |
| 51. | Wadim Gromow         | 17     | 17 października 1990 | Taganrog           |
| 52. | Wiktor Tiszczenko    | 16     | 30 października 1990 | Szachty            |
| 53. | Swietłana Korostik   | 22     | 6 listopada 1990     | Szachty            |